# Realms of Arkania: Shadows over Riva
Realms of Arkania: Shadows over Riva (Das Schwarze Auge: Schatten über Riva) est un jeu vidéo de rôle développé par Fantasy Productions et Attic Entertainment Software, sorti en 1996 sur DOS.
Il fait suite à Realms of Arkania: Blade of Destiny et Realms of Arkania: Star Trail.

## Accueil
- GameSpot : 7,9/10[1]